# 凱旋芭蕾
凱旋芭蕾（日语：ウインバリアシオン），是日本純種競賽馬匹。生涯活躍於中長途賽事，曾勝出青葉賞及日經賞，亦於東京優駿（日本打吡）、菊花賞、有馬紀念及春季天皇賞中取得亞軍。

## 出賽前
2008年4月10日出生於北海道安平町北部牧場，成長途中於一口馬主俱樂部Win Co. Ltd.進行馬主募集。
其後交由栗東訓練中心練馬師松永昌博訓練。

## 競賽生涯

### 2歲
2010年8月1日出戰小倉競馬場2歲新馬戰，比賽初段處於較後位置下於通過彎道後隨即加速，於最後彎道經已處於先頭位置。進入直路後，其順利於中檔位置透出並不斷衝刺，最終以3馬位取得首勝。
其後出戰野路菊錦標，繼續維持優秀的節奏下於直路爆發出末腳速度，最終以2 1/2馬位優勢取得勝利。
12月25日出戰短波電台盃兩歲錦標，雖然於比賽初段進佔有利位置並在最後彎道稍微透出，但於直路轉趨力弱下僅能跑獲第四。

### 3歲
2011年於首戰如月賞中再度因為未能加速而以第四落敗，3月出戰皋月賞前哨戰彌生賞則一直未能於後方位置透出，最終取得第七的戰績。
有見及此，陣營決定放棄皋月賞並直接以東京優駿（日本打吡）為目標，因而安排其出戰青葉賞作為熱身。比賽開始後，其選擇保持於最後方的位置追走，於比賽途中一直以沉穩的姿態推進，一直都最後彎道才稍微抽出外檔準備發力。進入直路後，其隨即於外檔位置展開猛烈的衝刺，最終轟出後600米33.6秒的末腳速度下一舉超越前方所有對手，以1/2馬位優勢戰勝湘南完美取得首個分級賽冠軍。
其後按照計劃出戰東京優駿，本次比賽繼續採取較為後置的戰術，於比賽途中維持於約莫第十四的位置下於最後彎道稍微發力進佔位置。進入直路後，其再度於外檔位置展現自身優秀的爆發力，不斷加速下一度超越所有對手取得領先，可惜其後未能抵擋黃金巨匠的強襲下以1 3/4馬位差距取得第二，但仍然可以以7馬位領先第三名的巴比倫王。
稍為休養過後於神戶新聞盃作為起動戰，於中團位置推進下在第三、四彎道成功向外抽出並進佔不俗的空間，但於直路上未能壓制黃金巨匠再度以第二完賽。
10月23日出戰正賽菊花賞，賽前取得第二人氣。比賽開始後，其選擇以大後追的方式展開賽事，並於前半部分一直保持於最後方位置，一直到第二圈對面直路才稍微進佔前方位置。進入直路後，其迅速於外檔位置展開衝刺並超越大部份對手，然而最終未能對前方一早透出的黃金巨匠造成任何威脅下第三度敗於對手取得第二。
11月出戰日本盃，為其首次和年長馬匹對決。比賽開始後，其於後方位置逐步推進，通過第三彎道時候由外檔位置逐步向前加速並於第四彎道取得領先。然而進入直路後，其未能發揮速度堅守自身的位置，最終被迷人景致、東瀛佐敦、網絡電郵及始創先鋒超越下以第五完賽。

### 4歲
2012年首戰為京都紀念，比賽初段其於較後方的位置逐步推進，但於於直路上未能進一步加速下被前方對手彈離開，最終僅能跑獲第六。
其後出戰日經賞，再度選擇後上戰術下始終保持於隊伍最後方的位置，並於第四彎道展開加速。進入直路後，其仍然維持全速的姿態進擊，但仍然未能威脅以大逃戰術拉開巨大距離的貓之拳，最終以3 1/2馬位差距落敗。
4月出戰春季天皇賞，維持於中團位置下保持穩定的節奏，但於直路上的表現較為均速下無法縮窄和前方霹靂戰駒及東瀛佐敦的距離，最終取得季軍的戰績。
其後以寶塚紀念作為目標，然而於比賽和春季天皇賞一樣，採取居中戰術下未能於直路有效追擊其他對手，最終敗於黃金巨匠、統治地位及湘南聲威取得第四。
而於賽後，其更被檢查出左前腳出現肌腱炎，因而需要進入休養。

### 5歲
經歷約1年半的休養後，其於2013年11月復出出戰金鯱賞。比賽開始後，其於中後方位置展開推進，於第四彎道時候稍為抽出以作望空。進入直路後，其嘗試由所在位置逐步衝出蠶食前方，但最終仍然敗於機伶迷宮及朗日清天取得第三。
12月22日選擇挑戰有馬紀念，比賽初段維持於中團位置下於第三、四彎道開始發力上前，於進入直路前經已進佔先頭第四的位置。進入直路後，雖然其保持不俗的速度一直於中內欄位置加速，但最終仍然被早一步透出的黃金巨匠彈離，以8馬位差距敗於對手取得第二。

### 6歲
2014年首戰為日經賞，比賽處於中團位置下於對面直路末段順應騎師岩田康誠的指揮變奏加速，於通過第四彎道時經已進佔前方有利位置。進入直路後，其繼續以過彎時的勢頭加速，最終成功阻止後方衝出的北港勇駿之攻勢，取得時隔2年11個月的勝利。

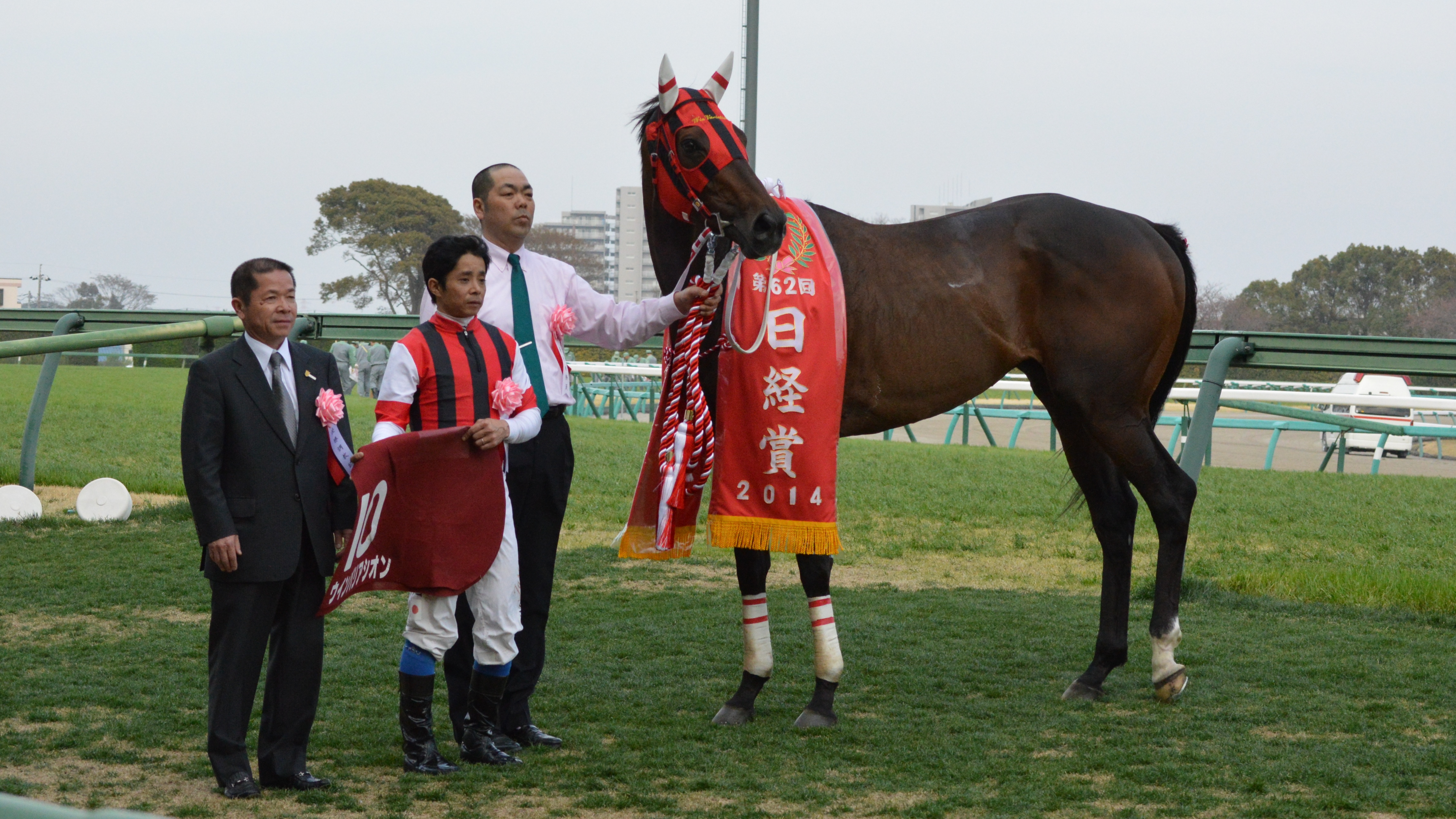
日經賞頒獎儀式

4月按照計劃出戰春季天皇賞，於上仗騎師岩田被罰停賽下原定改由來日客串的薛達祺策騎，但於對方當日稍早前墮馬受傷下緊急易配武幸四郎。比賽開始後，其以沉穩的姿態在約莫第十四的後方有遮擋位置等待時機，於第二圈第三、四彎道中間開始逐步加速尋找位置。進入直路後，其於馬群中央成功突破並開始加速，但最終仍然未能超越一早透出的超常駿驥以第四度於一級賽中跑獲亞軍。
6月以縮程出戰寶塚紀念，然而一直於中後方位置停留下下未能做出突破，最終以第七落敗。
賽後，其左前腳的肌腱炎復發，再度進入休養。
12月其復出出戰金鯱賞，於狀態不佳下以第十五大敗，年末於有馬紀念中亦跑獲第十二名的慘烈戰績。

### 7歲
2015年再度以日經賞作為目標，維持於先頭位置下在直路上嘗試於內欄位置展開突破，但最終被中檔位置衝出的天帝頌壓制並拋離，以1 3/4菡為落敗。
其後挑戰春季天皇賞，本次比賽維持於中團位置下於直路前半段以不俗的姿態展開衝刺，但於中段開始突然大幅失速，最終以第十二大敗。
其衝線過後，鞍上的騎師福永祐一認為其表現有異，因而下馬並通知醫療團隊進行檢查，最終發現為左前腳肌腱斷裂，被認為喪失競賽能力下隨即退役。

### 詳細賽績
| 日期       | 舉辦國家 | 馬場 | 距離   | 級別 | 賽事名稱           | 負重 | 騎師     | 馬號 | 出馬 | 名次 | 時間   | 頭馬（二馬）     |
| ---------- | -------- | ---- | ------ | ---- | ------------------ | ---- | -------- | ---- | ---- | ---- | ------ | ---------------- |
| 1/8/2010   | 日本     | 小倉 | 草1800 |      | 2歲新馬            | 54   | 福永祐一 | 9    | 16   | 1    | 1:49.3 | （Tagano Ebene） |
| 19/9/2010  | 日本     | 阪神 | 草1800 | OP   | 野路菊錦標         | 54   | 福永祐一 | 7    | 8    | 1    | 1:47.7 | （鳴門海峽）     |
| 25/12/2010 | 日本     | 阪神 | 草2000 | GIII | 日經電台盃兩歲錦標 | 55   | 福永祐一 | 15   | 15   | 4    | 2:02.3 | 野田詩韻         |
| 6/2/2011   | 日本     | 京都 | 草1800 | GIII | 如月賞             | 56   | 福永祐一 | 9    | 12   | 4    | 1:48.0 | 太陽神驥         |
| 6/3/2011   | 日本     | 中山 | 草2000 | GII  | 彌生賞             | 56   | 福永祐一 | 7    | 11   | 7    | 2:01.3 | 瑞士名錶         |
| 30/4/2011  | 日本     | 東京 | 草2400 | GII  | 青葉賞             | 56   | 安藤勝己 | 4    | 18   | 1    | 2:28.8 | （湘南完美）     |
| 29/5/2011  | 日本     | 東京 | 草2400 | GI   | 東京優駿           | 57   | 安藤勝己 | 1    | 18   | 2    | 2:30.8 | 黃金巨匠         |
| 25/9/2011  | 日本     | 阪神 | 草2400 | GII  | 神戶新聞盃         | 56   | 安藤勝己 | 5    | 11   | 2    | 2:28.7 | 黃金巨匠         |
| 23/10/2011 | 日本     | 京都 | 草3000 | GI   | 菊花賞             | 57   | 安藤勝己 | 13   | 18   | 2    | 3:03.2 | 黃金巨匠         |
| 27/11/2011 | 日本     | 東京 | 草2400 | GI   | 日本盃             | 55   | 安藤勝己 | 12   | 16   | 5    | 2:24.7 | 迷人景致         |
| 12/2/2012  | 日本     | 京都 | 草2200 | GII  | 京都紀念           | 56   | 安藤勝己 | 7    | 9    | 6    | 2:13.4 | 始創先鋒         |
| 24/3/2012  | 日本     | 中山 | 草2500 | GII  | 日經賞             | 56   | 武豐     | 7    | 14   | 2    | 2:38.0 | 貓之拳           |
| 29/4/2012  | 日本     | 京都 | 草3200 | GI   | 春季天皇賞         | 58   | 武豐     | 11   | 18   | 3    | 3:14.8 | 霹靂戰駒         |
| 24/6/2012  | 日本     | 阪神 | 草2200 | GI   | 寶塚紀念           | 58   | 岩田康誠 | 1    | 16   | 4    | 2:11.7 | 黃金巨匠         |
| 30/11/2013 | 日本     | 中京 | 草2000 | GII  | 金鯱賞             | 56   | 藤岡康太 | 4    | 14   | 3    | 2:00.1 | 機伶迷宮         |
| 22/12/2013 | 日本     | 中山 | 草2500 | GI   | 有馬紀念           | 57   | 岩田康誠 | 4    | 16   | 2    | 2:33.6 | 黃金巨匠         |
| 29/3/2014  | 日本     | 中山 | 草2500 | GII  | 日經賞             | 56   | 岩田康誠 | 10   | 15   | 1    | 2:34.4 | （北港勇駿）     |
| 4/5/2014   | 日本     | 京都 | 草3200 | GI   | 春季天皇賞         | 58   | 武幸四郎 | 12   | 18   | 2    | 3:15.1 | 超常駿驥         |
| 29/6/2014  | 日本     | 阪神 | 草2200 | GI   | 寶塚紀念           | 58   | 岩田康誠 | 7    | 12   | 7    | 2:14.8 | 黃金船           |
| 6/12/2014  | 日本     | 中京 | 草2000 | GII  | 金鯱賞             | 57   | 藤岡康太 | 13   | 17   | 15   | 2:00.9 | 最後震撼         |
| 28/12/2014 | 日本     | 中山 | 草2500 | GI   | 有馬紀念           | 57   | 藤岡康太 | 9    | 16   | 12   | 2:35.9 | 貴婦人           |
| 28/3/2015  | 日本     | 中山 | 草2500 | GII  | 日經賞             | 57   | 福永祐一 | 3    | 12   | 2    | 2:30.5 | 天帝頌           |
| 3/5/2015   | 日本     | 京都 | 草3200 | GI   | 春季天皇賞         | 58   | 福永祐一 | 16   | 17   | 12   | 3:15.8 | 黃金船           |

## 退役後
退役後，凱旋芭蕾成為了配種馬，於青森縣十和田市春季牧場休養，在2016年進行配種。首批子嗣於2017年出生。首批子嗣可於2019年出賽。

## 血統簡介
父系真心呼喚爲日本賽駒，生涯戰績優秀，曾於2005年有馬紀念擊敗無敗三冠馬大震撼奪得冠軍，亦於其後贏得杜拜司馬經典賽。祖父週日寧靜是美國三冠賽雙冠馬，退役後在日本配種，在日本馬壇相當成功，贏得多項分級賽事，其子嗣贏得巨額獎金。
母系Super Ballerina為加拿大生產的日本賽駒，生涯四戰全敗。外祖父雷鳥為加拿大生產的愛爾蘭賽駒，生涯戰績優秀並於2歲賽事中表現出色，曾勝出愛爾蘭國家錦標及杜何斯特錦標等賽事。

### 血統表
| 父線：週日寧靜系（Halo系）                    |                                  |                   |                 |
| 種馬 真心呼喚 2001年（棗色）                  | 週日寧靜 1986年（棕色）          | Halo              | Hail to Reason  |
| 種馬 真心呼喚 2001年（棗色）                  | 週日寧靜 1986年（棕色）          | Halo              | Cosmah          |
| 種馬 真心呼喚 2001年（棗色）                  | 週日寧靜 1986年（棕色）          | Wishing Well      | Understading    |
| 種馬 真心呼喚 2001年（棗色）                  | 週日寧靜 1986年（棕色）          | Wishing Well      | Mountain Flower |
| 種馬 真心呼喚 2001年（棗色）                  | Irish Dance 1990年（棗色）       | 東來兵            | Lampala         |
| 種馬 真心呼喚 2001年（棗色）                  | Irish Dance 1990年（棗色）       | 東來兵            | Severn Bridge   |
| 種馬 真心呼喚 2001年（棗色）                  | Irish Dance 1990年（棗色）       | Buper Dance       | 利法爾          |
| 種馬 真心呼喚 2001年（棗色）                  | Irish Dance 1990年（棗色）       | Buper Dance       | My Bupers       |
| 繁殖雌馬 Super Ballerina 1994年（棗色）       | 雷鳥 1978（棗色）                | 北地舞人          | 新北區          |
| 繁殖雌馬 Super Ballerina 1994年（棗色）       | 雷鳥 1978（棗色）                | 北地舞人          | Natalma         |
| 繁殖雌馬 Super Ballerina 1994年（棗色）       | 雷鳥 1978（棗色）                | South Ocean       | New Providence  |
| 繁殖雌馬 Super Ballerina 1994年（棗色）       | 雷鳥 1978（棗色）                | South Ocean       | Shining Sun     |
| 繁殖雌馬 Super Ballerina 1994年（棗色）       | Count on a Change 1987年（栗色） | Time for a Change | Damascus        |
| 繁殖雌馬 Super Ballerina 1994年（棗色）       | Count on a Change 1987年（栗色） | Time for a Change | Resolver        |
| 繁殖雌馬 Super Ballerina 1994年（棗色）       | Count on a Change 1987年（栗色） | Count on Kathy    | Dancing Count   |
| 繁殖雌馬 Super Ballerina 1994年（棗色）       | Count on a Change 1987年（栗色） | Count on Kathy    | War Exchange    |
| 雌系：號族：19-c                              |                                  |                   |                 |
| 五代內近親交配：北地舞人 5×3×5、Almahmoud 5×5 |                                  |                   |                 |

## 命名由來
名字中，Win（ウイン）是馬主Win Co. Ltd.冠名，出自其公司名字，意思即是「勝利」，香港採用「凱旋」作為翻譯，Variation（バリアシオン）則為法語，意指芭蕾舞之中的變奏舞，香港直接以「芭蕾」作為翻譯。

## 外部連結
- 凱旋芭蕾 netkeiba.com （页面存档备份，存于）
- 血統表 （页面存档备份，存于）